# Bathó Ferenc
Bathó Ferenc (Jászberény, 1947. január 4. – 2021. szeptember 18.) közgazdász, egyetemi tanár, docens, gépészmérnök. 20 éven át a Pénzügyminisztérium alkalmazottja, 16 éven át (1994–2010) a magyar költségvetés egyik fő összeállítója volt. Rövid ideig a Nemzetgazdasági Minisztérium, majd 2012 és 2021 között az Emberi Erőforrások Minisztériuma költségvetésért, gazdálkodásért és személyügyekért felelős helyettes államtitkára volt.

## Életpályája
Jászberényben született, első diplomáját a Miskolci Nehézipari Műszaki Egyetemen szerezte, okleveles gépészmérnökként végzett 1965–1970 között. 1970-ben az Ikarus Karosszéria és Járműgyárnál helyezkedett el fejlesztőmérnök, járművédnökségi programszervező munkakörben. 1976-ban szerezte közgazdasági, gazdasági másoddiplomáját a Budapesti Műszaki Egyetemen. 1978-ban egyetemi doktori címet szerzett, valamint a KISZ Szakmunkástanuló és Középiskolai Osztályánál helyezkedett el. 1982–1990 között az Országos Tervhivatal beruházási főosztály vezető helyettese volt.
1990–1992 között a Pénzügyminisztérium gazdaságpolitikai főosztályának vezető helyettese volt. 1992-ben elvégezte a Koblenzi Akadémia vállalkozások szervezése és vezetése felsőfokú szakszemináriumát. 1994–2010 között a Pénzügyminisztérium Költségvetési és pénzügy-politikai főosztályán főosztályvezető, főcsoportfőnök. 1995-től költségvetési főosztályvezető volt. 1997-ben az UTS Oxford Centre School of English nyelvtanfolyamán vett részt. 1998-tól a Hitelgarancia Rt. igazgatóságának tagja, majd a felügyelőbizottság elnöke volt. 2001-től a gödöllői Szent István Egyetem címzetes egyetemi docense volt. 2010–2011 között a Nemzetgazdasági Minisztérium költségvetésért felelős helyettes államtitkára volt, valamint a minisztériumhoz tartozó intézmények felügyeletét ellátó főosztályvezetője.
Ebbéli minőségében sokan a „költségvetés valódi urának” nevezték, utalva arra, hogy Bathó 1994-től egészen 2010-ig többekkel együtt főszerepet játszott az ország évi költségvetésének elkészítésében. Matolcsy György, a második Orbán-kormány nemzetgazdasági minisztere 2010. október 12-én, vitatott körülmények között távolította el a frissen helyettes államtitkárrá kinevezett Bathót, a 2011. évi költségvetés összeállítása előtt pár héttel. Az ügyben még a kormányon belül is ellentétek látszottak, ugyanis Varga Mihály, akkori Miniszterelnökséget vezető államtitkár először még meggátolta Bathó kirúgási szándékát szeptember végén. Bathó Ferencet először kényszerszabadságra küldték, majd végleg felmondtak neki.
2011–2012 között a Nemzeti Erőforrás Minisztérium Költségvetési Főosztályának főosztályvezetőjeként tevékenykedett. 2012-ben az Állami Számvevőszék igazgatóhelyettese és 2012. július 16-ától haláláig az Emberi Erőforrások Minisztériuma költségvetési, gazdálkodási és személyügyi helyettes államtitkára volt.

### Sporttisztviselőként
1978-ban tömegsport felelősként került a Magyar Jégsport Szövetségbe. 1981-től a szövetség elnökségi tagja, a versenyszervező bizottság elnöke, a műkorcsolya szakbizottság elnökhelyettese. Az 1988-as műkorcsolya világbajnokság versenyigazgatója volt. A Magyar Országos Korcsolyázó Szövetség gazdasági alelnöke, 1995-től megbízott elnöke, 1996-tól 2010-ig elnöke volt. Ezután ismét az alelnöki posztot töltötte be. 1995-től a Magyar Olimpiai Bizottság tagja, 2002 és 2005 között elnökségi tagja volt. 2021-ig a MOB Felügyelő Bizottságában tevékenykedett. Nemzetközi pontozóbíró volt.

## Családja
Szülei: Bathó Ferenc és Spicz Margit voltak. 1978-ban házasságot kötött Messinger Ágnessel. Három fiuk született: Ferenc (1979), György (1981), János (1984).

## Publikációk
- Beruházási ismeretek; SZTÁV Könyvkiadó, 1990[3]
- Gazdaságpolitika, költségvetés és monetáris politika; BM Könyvkiadó, 1998[3]
- A magyar költségvetés készítésének folyamata; MTA Szociológiai Kutatóintézet, 1999
- Államháztartási Ismeretek; Magyar Közigazgatási Intézet – társszerzőként ,2002
- EU költségvetése; Magyar Közigazgatási Intézet – társszerzőként, 2002
- Az államháztartás rendszertana – egyetemi jegyzet, 2004–2007[3]
- Magyar helyteremtés Európában – Fiskális szabályok, átláthatóság, programalapú költségvetés; Magyar Közgazdasági Társaság, 2007
- Globális lendkerekek – gazdasági pénzügyi tanulmányok – Érdekviszonyok és konfliktusok az államháztartás döntési rendszerében; ÁSZ, 2008
- Közpénzügyek nagy kézikönyve – társszerző, Komplex kiadó, 2009[11]

## Díjai
- A Magyar Köztársasági Érdemrend tisztikeresztje (1998)
- Heller Farkas-díj (2005)